# Jorge Chaminé

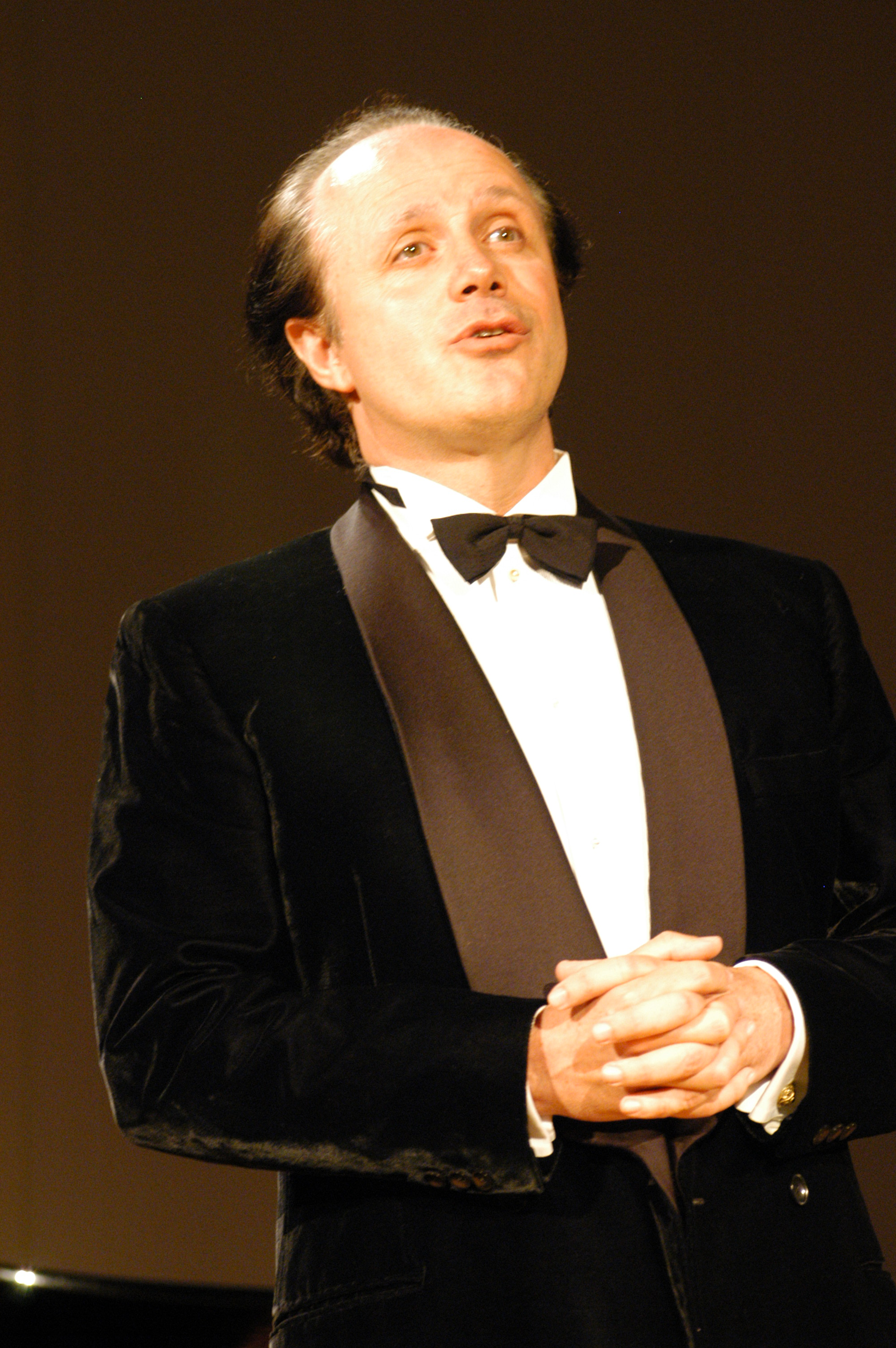
Concierto para la Paz para el 60 aniversario de la creación de la UNESCO - Jorge Chaminé en mayo de 2005.

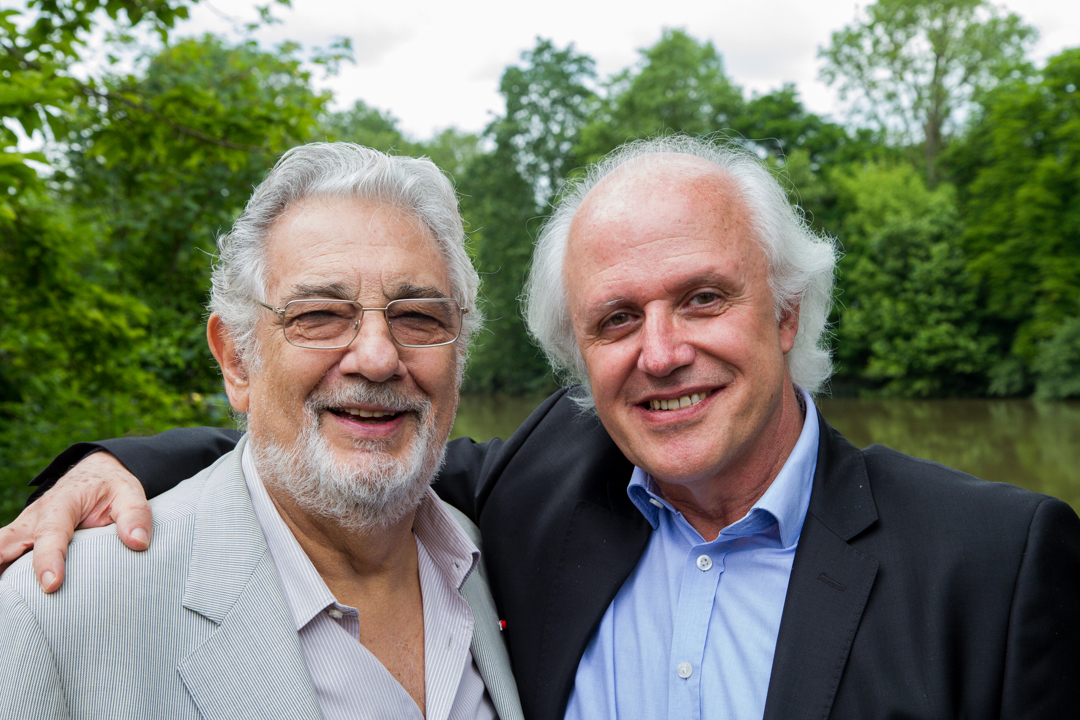

Jorge Chaminé (Oporto, 30 de abril de 1956) es un barítono portugués, destacado en la lírica internacional.
Es hijo de madre española y descendiente de dos importantes figuras de la vida cultural gallega: Alfredo Vicenti y Luis Taboada.
Estudió desde la niñez piano, violonchelo, guitarra y dirección. Se estrenó como tiple a los 12 años de edad en una ópera portuguesa contemporánea. Tras finalizar sus estudios de derecho en la Universidad de Coímbra optó definitivamente por la carrera de canto y como becario de la Fundación Gulbenkian prosigue su formación en París (diplomado por la École Normale de Musique), Madrid (último discípulo y uno de los preferidos de Lola Rodríguez de Aragón) y primer discípulo de Teresa Berganza , Múnich (donde trabaja el repertorio alemán con Hans Hotter) y Nueva York (donde se perfecciona en la Juilliard School con Daniel Ferro).
Barítono de ópera es invitado habitualmente como solista por orquestas como la Boston Symphony, [London Symphony, Filarmónica Checa, Sinfónica de Berlín, RIAS, Enescu de Bucarest, Sinfónica de Madrid, Nacional de Porto, Gulbenkian, Ensemble Intercontemporain… bajo la dirección de prestigiosos maestros como Seiji Ozawa] (con quien hizo su debut en el Carnegie Hall de Nueva York), C.Scimone, Yehudi Menuhin, M.Corboz, Rafael Frühbeck de Burgos, Plácido Domingo, Manuel Ivo Cruz, Josep Pons, M. Foster, Ros Marbà, A.Tamayo, N. Kraemer, Jonathan Darlington, etc.
Cantó con famosos cantantes como Mirella Freni en Boston y Nueva York, Montserrat Caballé en la Ópera de la Bastilla de París y con Teresa Berganza durante la Expo 92 en Sevilla, en el Teatro S.Carlos de Lisboa y para la inauguración de la temporada lírica del Año Xacobeo 1993 en Santiago de Compostela.
Su conocimiento de los idiomas (francés, italiano, ruso, alemán, inglés y claro está español y portugués) así como la originalidad de sus programas, con un amplio repertorio que abarca desde la ópera o el Lied hasta el Tango o las canciones de Jobim – Moraes, lo han consagrado como un artista excepcional invitado por las más famosas salas de concierto del mundo como el Carnegie Hall, Concergebouw de Ámsterdam, Gulbenkian, Teatro de los Campos Eliseos, Sala Pleyel, Teatro Real,… y los más importantes festivales internacionales.
Jorge Chaminé es el creador de obras que le han sido dedicadas por Sylvano Bussotti, Lenot, Markeas, Schwarz, Petit, Vlad y Xenakis. Hizo primeras audiciones de obras de Maurice Ohana, Luis de Pablo o György Kurtág.
Entre los numerosos premios y distinciones internacionales, ha recibido de la Unesco, de manos de Federico Mayor Zaragoza, la Medalla de los Derechos Humanos por su acción en favor de la infancia abandonada en el mundo.
Jorge Chaminé es invitado frecuentemente a dar clases magistrales en Europa, Brasil, Canadá y Estados Unidos. Desde el año 2001 realiza con la pianista y pedagoga francesa Marie-Francoise Bucquet un Taller Musical todos los meses en la Fundación Gulbenkian de París. Con más de 200 músicos inscritos de 46 nacionalidades distintas, este Taller Musical entra en su quinto año consecutivo realizándose ahora en el prestigioso Colegio de España de la Ciudad Universitaria de París.
Jorge Chaminé ha sido nombrado Embajador de Buena Voluntad de la organización Music in ME (Music in Middle East) durante un concierto suyo el 11 de mayo de 2005 en la Unesco en París. Es presidente y director artístico de CIMA, Concerti in Monte Argentario, prestigioso festival de música en Toscana. Jorge Chaminé es vicepresidente de la asociación Georges Bizet y gracias a su entusiasmo ha podido reabrir a la música la célebre Villa Viardot en Bougival, perteneciente a la famosa cantante y pedagoga Pauline García Viardot y en la cual organiza, con frecuencia, conciertos con sus alumnos, retomando la tradición de esa gran figura musical del siglo XIX e inicios del siglo XX.
Creó y es el director Artístico del Festival Ibériades de París y del Festival de Bougival.
Resultante de su magnífica labor en pro de la Paz, acaba de ser nombrado en Madrid, el 17 de noviembre de 2011, "Músico para la Paz" de la organización "Música para la Paz", presidida por Federico Mayor Zaragoza.
Jorge Chaminé es el creador del proyecto Music4Rom, hoy apoyado por diversas organizaciones y por la Unión Europea, con el fin de reconocer el aporte fundamental de la música gitana a la música clásica.
Jorge Chaminé es miembro del Consejo de Administración de la Fundación Internacional Yehudi Menuhin y presidente del Word and Sound Institute. Desde 2012 es Profesor invitado y Tutor de la Universidad de Stanford (EE. UU.).
Jorge Chaminé es el creador y presidente fundador del Centro Europeo de Músicawww.centreeuropeendemusique.fr en Bougival, que reúne el prestigioso pasado de Georges Bizet o Pauline Viardot con nuevos edificios como un auditorio, academia de música, laboratorio de investigación científica,... del siglo XXI. Este proyecto cuenta con el apoyo del Presidente de la República francesa Emmanuel Macron y con el patronato de Teresa Berganza, Plácido Domingo y muchas otras importantes personalidades.
Jorge Chaminé acaba de ser nombrado por la ministra de la Cultura francesa "Officier" del Orden de las Artes y las Letras (31 de agosto de 2018).